# М'ясо-пептонний бульйон
М'ясо-пептонний бульйон (МПБ) — рідке поживне середовище для культивування мікроорганізмів, яке складається із води та пептона (1-2%); слугує основою багатьох інших поживних середовищ.

## Приготування
Для приготування м'ясо-пептонних середовищ використовують м'ясний бульйон, який отримують так: 500 г дрібно порубаного свіжого м'яса без кісток, жиру і сухожилля заливають в емальованій каструлі 1 л водопровідної води, нагрітої до 50 ° С, і залишають настоюватися 12 год при кімнатній температурі або 1 год при 50-55 ° С. М'ясо віджимають, екстракт проціджують через марлю з шаром вати, кип'ятять протягом 30 хв для згортання колоїдних білків і фільтрують двічі (перший раз через марлю з ватою, другий — через паперовий фільтр). Фільтр доливають водою до 1 л, розливають у колби, закривають ватяними пробками і стерилізують при 120 ° С 20 хв (пробки колб закривають зверху ковпачками з паперу). Ватні пробки повинні бути щільними, так як вони є фільтром, що перешкоджає проникненню бактерій з повітря після стерилізації. М'ясний бульйон може бути використаний в будь-який час для приготування відповідних середовищ. Якщо їх готують відразу, то попередня стерилізація зайва. Нерідко в лабораторних умовах м'ясної настій кип'ятять разом з м'ясом, а потім м'ясо віджимають. Бульйон виходить хорошої якості. Якщо бажано мати м'ясний бульйон особливо високої поживності, під час настоювання м'яса з водою додають трохи пепсину та підкислюють бульйон соляною кислотою. Пепсин додатково гідролізують білкові сполуки м'яса, і кількість засвоюваних бактеріями поживних речовин зростає. М'ясо можна замінити м'ясним екстрактом, беручи його по 5 г на 1 л середовища. Для приготування мясопептонного бульйону до 1 л м'ясного бульйону додають 5-10 г пептону (пептон — перший продукт гідролізу білка з високою молекулярною масою) для підвищення калорійності середовища та 5 г куховарської солі з метою створення осмотичної активності. Середовище нагрівають до розчинення пептону, постійно помішуючи. Потім встановлюють нейтральну або слаболужну реакцію середовища, добавляючи 20%-ний розчин Na2CO3 (до посиніння вологого червоного лакмусового папірця; при цьому фенолфталеїн ще не показує лужну реакцію — при додаванні його до середовища у порцеляновій чашці рожеве забарвлення не виявляється). Зручно використовувати індикатор бромтімолблау. 1-2 краплі його вносять скляною паличкою у порцелянову чашку і додають краплю бульйону. У нейтральному середовищі бромтімолблау пляшково-зелений, в кислому — жовтий, в лужному — синій. Після встановлення реакції середовище знову кип'ятять 5-10 хв і білок, що згорнувся від зміни реакції, відфільтровують через паперовий фільтр без освітлення бульйону або освітлити його білком. Прозорий м'ясо-пептонний бульйон розливають у пробірки, закривають ватними пробками і стерилізують при 120 ° С протягом 20 хв.